# Georgios Averof (incrociatore)
La Georgios Averof (o Averoff, in greco Θ/Κ Γεώργιος Αβέρωφ?) è una nave da guerra della marina militare greca che ha servito per mezzo secolo come ammiraglia della flotta e che, sebbene sia considerata in servizio attivo, è stata musealizzata a Palaio Faliro.
Varata dal cantiere Fratelli Orlando a Livorno nel 1910, la nave ha prestato servizio attivamente nella marina militare greca dal 1911 al 1952, attraversando la prima e la seconda guerra mondiale oltre che la guerra greco-turca, venendo poi utilizzata fino al 1983 come nave scuola.
Benché definita comunemente come una corazzata, si tratta tecnicamente di un incrociatore corazzato ed è l'unica nave rimasta di questo tipo. L'Aurora e l'Olympia conservati rispettivamente a San Pietroburgo e Filadelfia, sono incrociatori protetti, mentre la Mikasa è una corazzata pre-dreadnought conservata in secca a Yokosuka; tutte queste navi inoltre sono delle ricostruzioni allo stato originario mentre l'Averof è l'unico pre-dreadnought quasi totalmente originale oltre che in grado di navigare.

## Storia

### Varo e servizio attivo
All'inizio del XX secolo la Grecia intendeva modernizzare la propria flotta con l'acquisto di alcune unità navali moderne all'estero, la più importante delle quali fu appunto l'incrociatore corazzato Georgios Averof. Esso sarebbe stato la terza unità della classe Pisa, la cui seconda unità era l'incrociatore Amalfi, affondato nel corso della prima guerra mondiale da un sottomarino tedesco. La nave fu costruita nel cantiere navale fratelli Orlando di Livorno. Lo Stato italiano per motivi di bilancio stava per cancellare l'impostazione di tale unità, quando subentrò la Grecia che acquistò la nave, anticipando un terzo del pagamento, circa 300.000 sterline d'oro ottenute dall'aiuto del mecenate Giorgio Averof a cui fu dedicata. La nave fu equipaggiata con una straordinaria combinazione di motori francesi, artiglieria inglese da 234/45 (di calibro leggermente inferiore a quella del Pisa e dell'Amalfi che era di 254/45) e strumentazione tedesca. Erano unità navali ben concepite e particolarmente riuscite, maneggevoli e relativamente veloci: raggiungevano infatti i 23 nodi anche se da lì a poco sarebbero state superate come potenza di fuoco dalle unità monocalibro, e come protezione dall'aumento della minaccia subacquea. L'efficienza e la riuscita del progetto è dimostrata paradossalmente proprio dal siluramento e l'affondamento dell'Amalfi, i morti e i dispersi ammontarono a 67 persone e fortunatamente gran parte dell'equipaggio riuscì a mettersi in salvo.
La nave fu varata il 12 marzo del 1910. Il suo primo comandante fu il capitano Iōannīs Damianos che prese il comando il 16 maggio del 1911. La nave rimase in servizio, attraversando le guerre balcaniche, la prima guerra mondiale, la guerra con la Turchia e la seconda guerra mondiale, fino al 1952; poi fino al 1983 fu usata come base per l'addestramento delle reclute. Infine si decise di trasformarla in nave museo, avendo vissuto praticamente quasi tutta la storia della marineria greca nel XX secolo, essendo ormai parte dell'immaginario della nazione, infatti con la sua azione si riuscì a conquistare all'impero ottomano molte isole dell'Egeo prossime alla costa turca. La sua entrata nel porto di Istanbul è stata immortalata anche in alcuni famosi quadri. Durante la seconda guerra mondiale fu protagonista di una rocambolesca fuga contravvenendo agli ordini di autoaffondamento, prima verso Creta e proseguì verso l'Egitto dove divenne un importante punto d'incontro per il governo greco in esilio. Fece anche da scorta ai convogli alleati nell'Oceano Indiano.

### Nave museo
Nel 1984, la marina greca decise di restaurare l'incrociatore come nave museo, e nello stesso anno fu trainato a Palaio Faliro, dove è ancorato al molo Trocadero e in uso come museo galleggiante per promuovere il mantenimento delle tradizioni navali greche.
La nave è comunque considerata in servizio attivo e inalbera l'insegna di contrammiraglio della marina greca, ovvero una bandiera quadrata blu con croce bianca con due stelle bianche in ognuno dei due quadrati dal lato dell'asta in cima all'albero maestro, e il pennello (una lunga bandiera blu triangolare con una croce greca ortogonale) mostrata in basso. Ogni nave militare greca entrante o uscente dalla baia di Faliro onora l'Averof al passaggio. Agli equipaggi viene ordinata la resa degli onori, attraverso il fischietto del nostromo o con la sirena, e al comando l'equipaggio sul ponte si mette sull'attenti e gli ufficiali salutano verso il lato dove si trova l'Averof, fino a quando viene ordinato il riposo.